# Adam Wysocki
Adam Wysocki (Augustów, 24 de diciembre de 1974) es un deportista polaco que compitió en piragüismo en la modalidad de aguas tranquilas. Ganó dieciocho medallas en el Campeonato Mundial de Piragüismo entre los años 1994 y 2007, y catorce medallas en el Campeonato Europeo de Piragüismo entre los años 1997 y 2007.

## Palmarés internacional
| Campeonato Mundial | Campeonato Mundial           | Campeonato Mundial | Campeonato Mundial |
| Año                | Lugar                        | Medalla            | Competición        |
| ------------------ | ---------------------------- | ------------------ | ------------------ |
| 1994               | Ciudad de México (México)    | Medalla de oro     | K2 200 m           |
| 1994               | Ciudad de México (México)    | Medalla de plata   | K4 1000 m          |
| 1995               | Duisburgo (Alemania)         | Medalla de bronce  | K2 500 m           |
| 1995               | Duisburgo (Alemania)         | Medalla de bronce  | K4 1000 m          |
| 1999               | Milán (Italia)               | Medalla de oro     | K2 500 m           |
| 1999               | Milán (Italia)               | Medalla de plata   | K2 1000 m          |
| 1999               | Milán (Italia)               | Medalla de plata   | K4 200 m           |
| 1999               | Milán (Italia)               | Medalla de bronce  | K2 200 m           |
| 2002               | Sevilla (España)             | Medalla de plata   | K2 200 m           |
| 2002               | Sevilla (España)             | Medalla de plata   | K2 500 m           |
| 2003               | Gainesville (Estados Unidos) | Medalla de plata   | K2 200 m           |
| 2005               | Zagreb (Croacia)             | Medalla de plata   | K2 500 m           |
| 2005               | Zagreb (Croacia)             | Medalla de bronce  | K2 200 m           |
| 2005               | Zagreb (Croacia)             | Medalla de bronce  | K4 1000 m          |
| 2006               | Szeged (Hungría)             | Medalla de plata   | K2 200 m           |
| 2006               | Szeged (Hungría)             | Medalla de plata   | K4 1000 m          |
| 2006               | Szeged (Hungría)             | Medalla de bronce  | K4 500 m           |
| 2007               | Duisburgo (Alemania)         | Medalla de plata   | K4 1000 m          |
| Campeonato Europeo |                              |                    |                    |
| Año                | Lugar                        | Medalla            | Competición        |
| 1997               | Plovdiv (Bulgaria)           | Medalla de plata   | K2 500 m           |
| 1997               | Plovdiv (Bulgaria)           | Medalla de bronce  | K2 200 m           |
| 1997               | Plovdiv (Bulgaria)           | Medalla de bronce  | K4 200 m           |
| 1999               | Zagreb (Croacia)             | Medalla de oro     | K2 200 m           |
| 1999               | Zagreb (Croacia)             | Medalla de oro     | K2 500 m           |
| 1999               | Zagreb (Croacia)             | Medalla de bronce  | K2 1000 m          |
| 2001               | Milán (Italia)               | Medalla de bronce  | K2 200 m           |
| 2001               | Milán (Italia)               | Medalla de bronce  | K2 500 m           |
| 2002               | Szeged (Hungría)             | Medalla de bronce  | K2 200 m           |
| 2005               | Poznań (Polonia)             | Medalla de oro     | K2 200 m           |
| 2005               | Poznań (Polonia)             | Medalla de plata   | K2 500 m           |
| 2005               | Poznań (Polonia)             | Medalla de bronce  | K4 1000 m          |
| 2007               | Pontevedra (España)          | Medalla de bronce  | K2 500 m           |
| 2007               | Pontevedra (España)          | Medalla de bronce  | K4 1000 m          |